# Walker Art Center
Ne doit pas être confondu avec la Walker Art Gallery de Liverpool.
Le Walker Art Center est un musée de Minneapolis fondé en 1879 par Thomas Barlow Walker (en).
Il se trouve à son emplacement actuel depuis 1927 et fut la première galerie d'art publique du Upper Midwest. Le musée se concentre sur l'art moderne depuis les années 1940, lorsqu'un don de Mme Gilbert Walker rendit possible l'acquisition d'œuvres d'artistes importants comme Pablo Picasso, Henry Moore, Alberto Giacometti et bien d'autres.

## Présentation
Le Walker Art Center est établi sur une propriété de plus de 69 000 m2 qui comprend deux bâtiments et des parcs. L'aile nord ouverte en 1971 fut dessinée par Edward Larrabee Barnes (en). En 2005, une extension conçue par les architectes suisses Herzog & de Meuron est ouverte, doublant ainsi la surface d'exposition du musée et offrant également un restaurant et un théâtre de 385 places.
Sa dotation (endowment) est d'environ 185 millions de dollars par an.
Le Minneapolis Sculpture Garden, une collaboration entre le musée Walker et le Minneapolis Park and Recreation Board, est un parc d'exposition de sculptures situé au nord du musée Walker, ouvert en 1988 et agrandi en 1992. Il couvre actuellement une superficie de quelque 44 500 m2.

## Collections (sélection)
- Matthew Barney
- Alberto Giacometti
- Robert Gober
- Edward Hopper : Bureau de nuit (1940)
- Jasper Johns
- Ellsworth Kelly
- Sherrie Levine
- Roy Lichtenstein : Artist's Studio—Look Mickey (1973)
- Franz Marc : Les Grands Chevaux bleus (1911)
- Henry Moore
- Claes Oldenburg : Spoonbridge and Cherry (en) (1988)
- Pablo Picasso
- Wolf Vostell[2]
- Rosemary Furtak

### Note
1. ↑  Frédéric Martel, De la culture en Amérique, Paris, Gallimard, 2006  (ISBN 2070779319), p. 343.
2. ↑  Wolf Vostell, Marilyn Monroe, 1962, Dé-coll/age, Walker Art Center